# Петровское (Калининградская область)
Петровское (до 1938 — Лавишкемен (нем. Lawischkehmen), до 1947 — Штадтфельде (нем. Stadtfelde)) — посёлок в Нестеровском муниципальном округе Калининградской области.

## География
Находится в юго-восточной части Калининградской области, в зоне хвойно-широколиственных лесов, при автодороге А229, у западной окраины города Нестерова, административного центра района. Абсолютная высота — 61 метр над уровнем моря.

### Часовой пояс
Посёлок Петровское как и вся Калининградская область, находится в часовой зоне МСК−1. Смещение применяемого времени относительно UTC составляет +2:00.

## История
До 1938 года носил название Лавишкемен (нем. Lawischkehmen). В период с 1938 по 1947 годы назывался Штадтфельде (нем. Stadtfelde). В период с 2008 по 2018 годы Петровское входило в состав Пригородного сельского поселения Нестеровского района, с 2018 по 2022 годы — в состав Нестеровского городского округа.

## Население
| 1910 | 1933 | 1939 | 2002 | 2010 |
| ---- | ---- | ---- | ---- | ---- |
| 678  | ↘612 | ↘602 | ↘103 | ↘82  |

### Национальный состав
Согласно результатам переписи 2002 года, в национальной структуре населения русские составляли 73 %.